# Морейра-Салис
Морейра-Салис (порт. Moreira Sales) — муниципалитет в Бразилии, входит в штат Парана. Составная часть мезорегиона Западно-центральная часть штата Парана. Входит в экономико-статистический микрорегион Гойоэре. Население составляет 10 728 человек на 2006 год. Занимает площадь 353,892 км². Плотность населения — 30,3 чел./км².

## История
Основан в 1960 году.

## Статистика
- Валовой внутренний продукт на 2003 год составляет 88 947 208,00 реалов (данные: Бразильский институт географии и статистики).
- Валовой внутренний продукт на душу населения на 2003 год составляет 7442,66 реалов (данные: Бразильский институт географии и статистики).
- Индекс развития человеческого потенциала на 2000 год составляет 0,703 (данные: Программа развития ООН).